# Dundee, Oregon
Dundee är en stad (city) i Yamhill County i Oregon. Vid 2010 års folkräkning hade Dundee 3 162 invånare.